# Stadio Mladost (Lučani)
Lo Stadio Mladost (in serbo Стадион Младост?, Stadion Mladost, "stadio gioventù") è uno stadio da calcio situato nella città di Lučani, in Serbia. Ospita le partite casalinghe del FK Mladost Lučani e ha una capacità di 8 000 posti a sedere.

## Storia recente
Nella stagione 2010-2011 ha ospitato le partite casalinghe dello Sloboda Užice durante il rinnovamento dello Stadion Slobode. In quella successiva, 2011-2012, ha ospitato le partite del Metalac, in quanto lo stadio di Gornji Milanovac non rispettava i criteri per ospitare le partite della massima serie.